# Mendel Levin Nathansons äldsta döttrar, Bella och Hanna
Mendel Levin Nathansons äldsta döttrar, Bella och Hanna (danska: Mendel Levin Nathansons ældste døtre, Bella og Hanna) är en oljemålning från 1820 av den danske konstnären Christoffer Wilhelm Eckersberg (1783–1953). Målningen tillhör Statens Museum for Kunst i Köpenhamn sedan 1920 och är en av den danska guldåldern mest kända konstverk. 

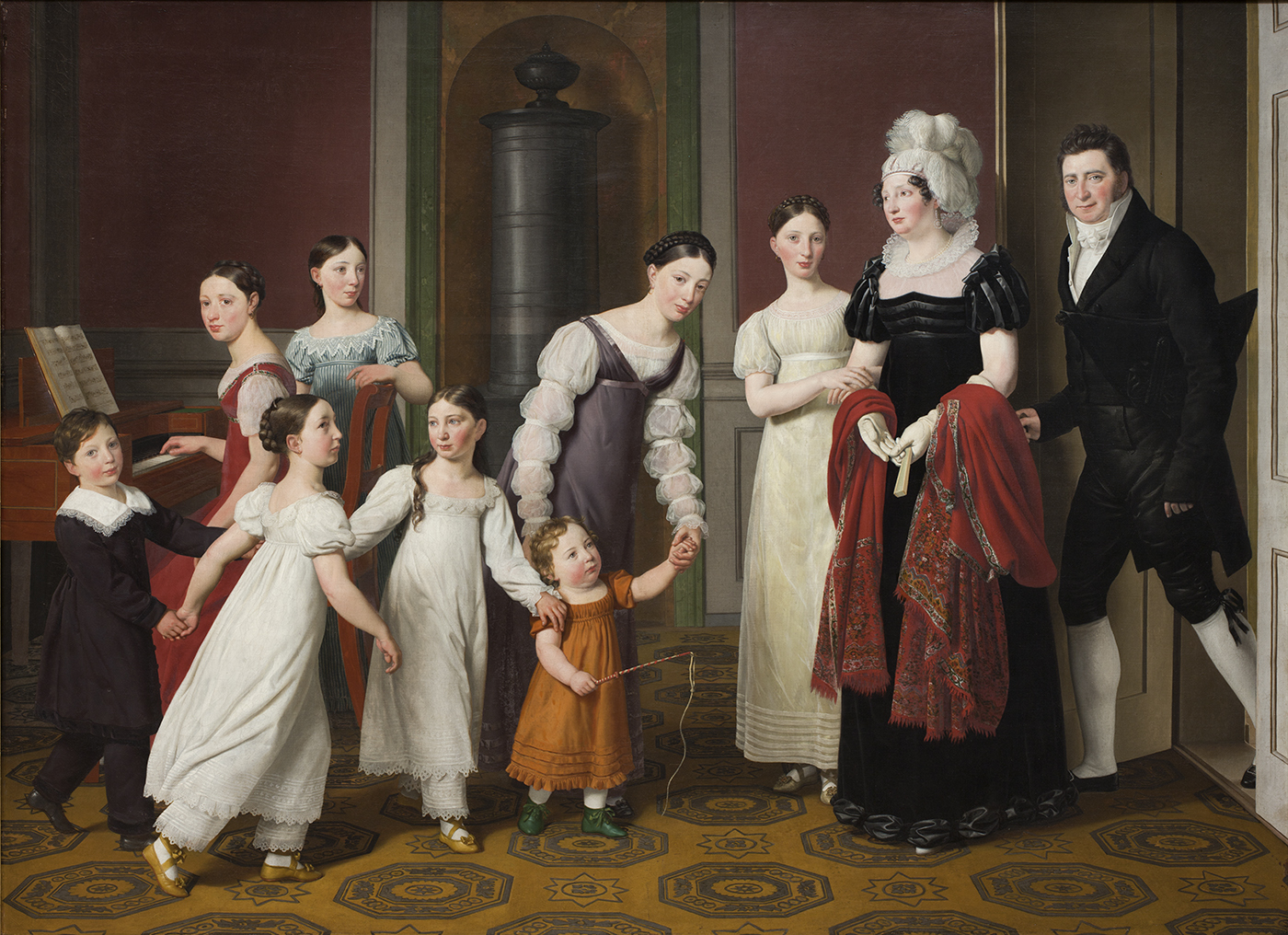
Familjen Nathanson målades 1818 av Eckersberg och finns också utställd på Statens Museum for Kunst.

Den judiska köpmannen Mendel Levin Nathanson var Eckersbergs viktigaste mecenat åren 1812–1820 och han beställde bland annat två stora familjeporträtt av Eckersberg. Först målade Eckersberg Familjen Nathanson 1818. Den sägs visa hur Nathanson och hans hustru kommer hem efter en audiens hos drottning och möts av sina åtta barn som just avslutat en musik- och danslek. 
Den andra målningen från 1820 visar hans två äldsta döttrar vid sidan av ett bord med en fågelbur i ett sparsmakat möblerat rum. De båda döttrarna är framställda med ett närmast identiskt utseende, Bella (19 år) framifrån och Hanna (17 år) i profil.